# Kamienie runiczne z Hällestad

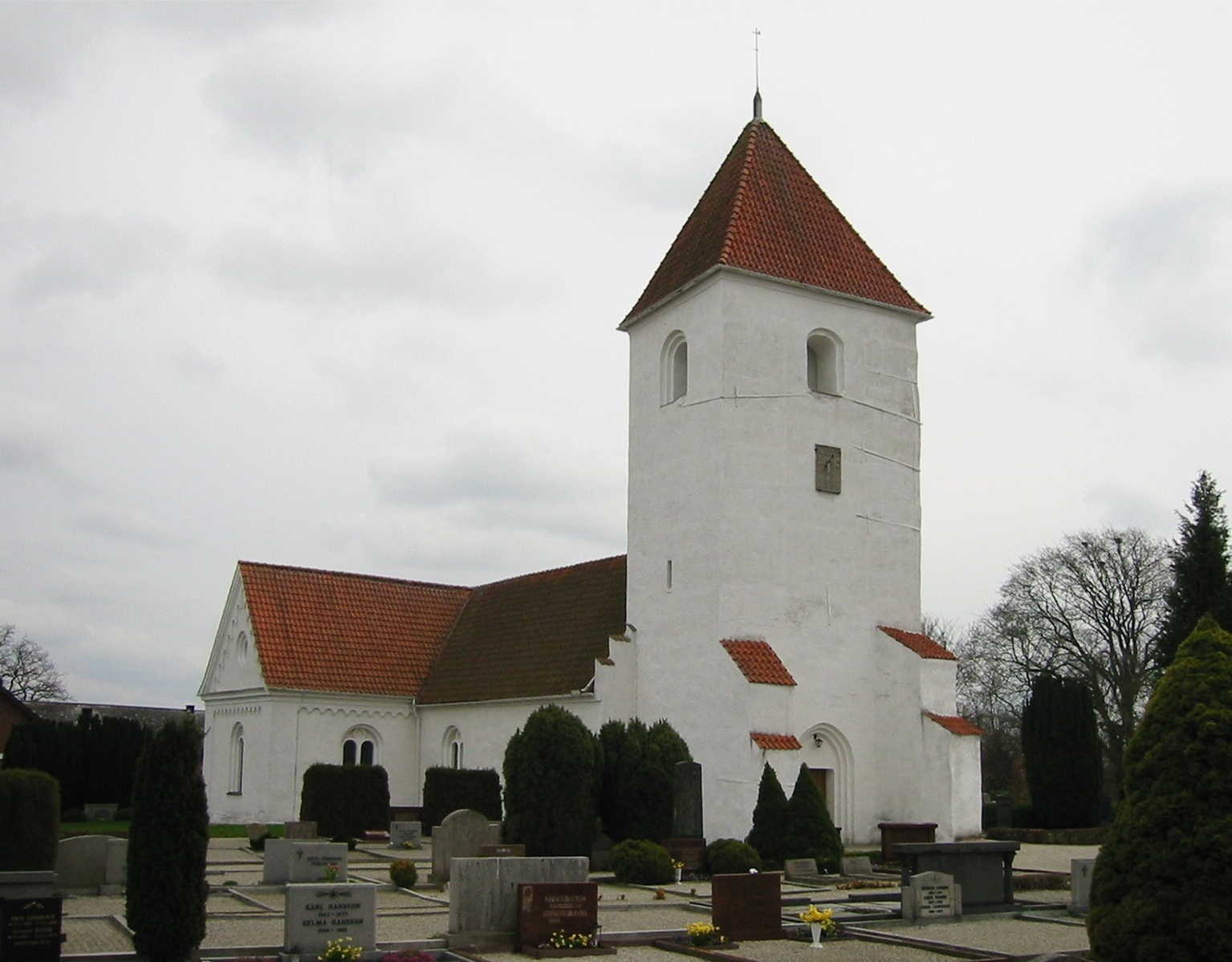
Kościół w Hällestad

Kamienie runiczne z Hällestad – trzy kamienie runiczne (DR 295, DR 296, DR 297) pochodzące z około 1000 roku, wmurowane we wschodnią ścianę kościoła w Hällestad w szwedzkiej prowincji Skania.
Zabytki zostały opisane po raz pierwszy w 1668 roku przez Svena Knudsena. Wszystkie trzy kamienie upamiętniają jarla skańskiego Tokego Gormssona, syna króla duńskiego Gorma Starego. Opisane na nich wydarzenia odnoszą się do półlegendarnej bitwy pod Fýrisvellir, stoczonej w latach 80. X wieku przez króla szwedzkiego Eryka Zwycięskiego ze wspieranym przez siły duńskie pretendentem do tronu Styrbjörnem.

## DR 295

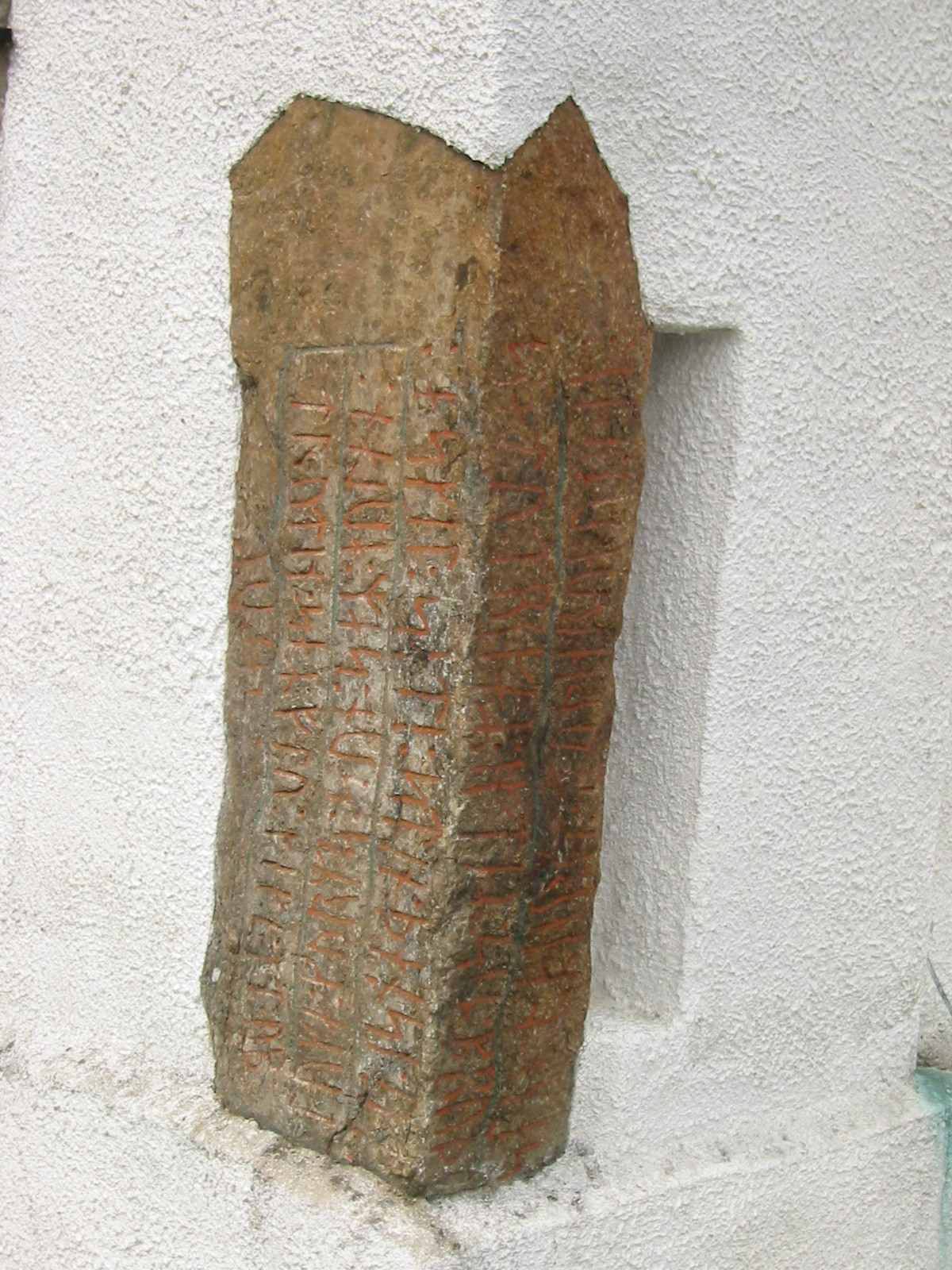
Kamień DR 295

Blok piaskowca o wymiarach 133 × 50 cm, znajdujący się w południowo-wschodnim narożniku świątyni. Inskrypcja, pisana bustrofedonem, pokrywa trzy strony kamienia. Jej tekst głosi:
: askil: sati: stin: þansi: ift[iR] ¶: tuka: kurms: sun: saR: hulan: ¶ trutin: saR: flu: aigi: at: ub:¶:salum
satu: trikaR: iftiR: sin: bruþr ¶ stin: o: biarki: stuþan: runum: þiR:
(k)(u)(r)(m)(s) (:) (t)(u)(k)(a): kiku: (n)(i)(s)(t)[iR]
Eskil wzniósł ten kamień ku pamięci Tokego Gormssona, który był jego przychylnym panem. Nie uciekł on spod Uppsali. Współtowarzysze wystawili mu ten głaz na wzgórzu i pokryli runami, które najbardziej dotyczyły Tokego, podwładnego Gorma.

## DR 296

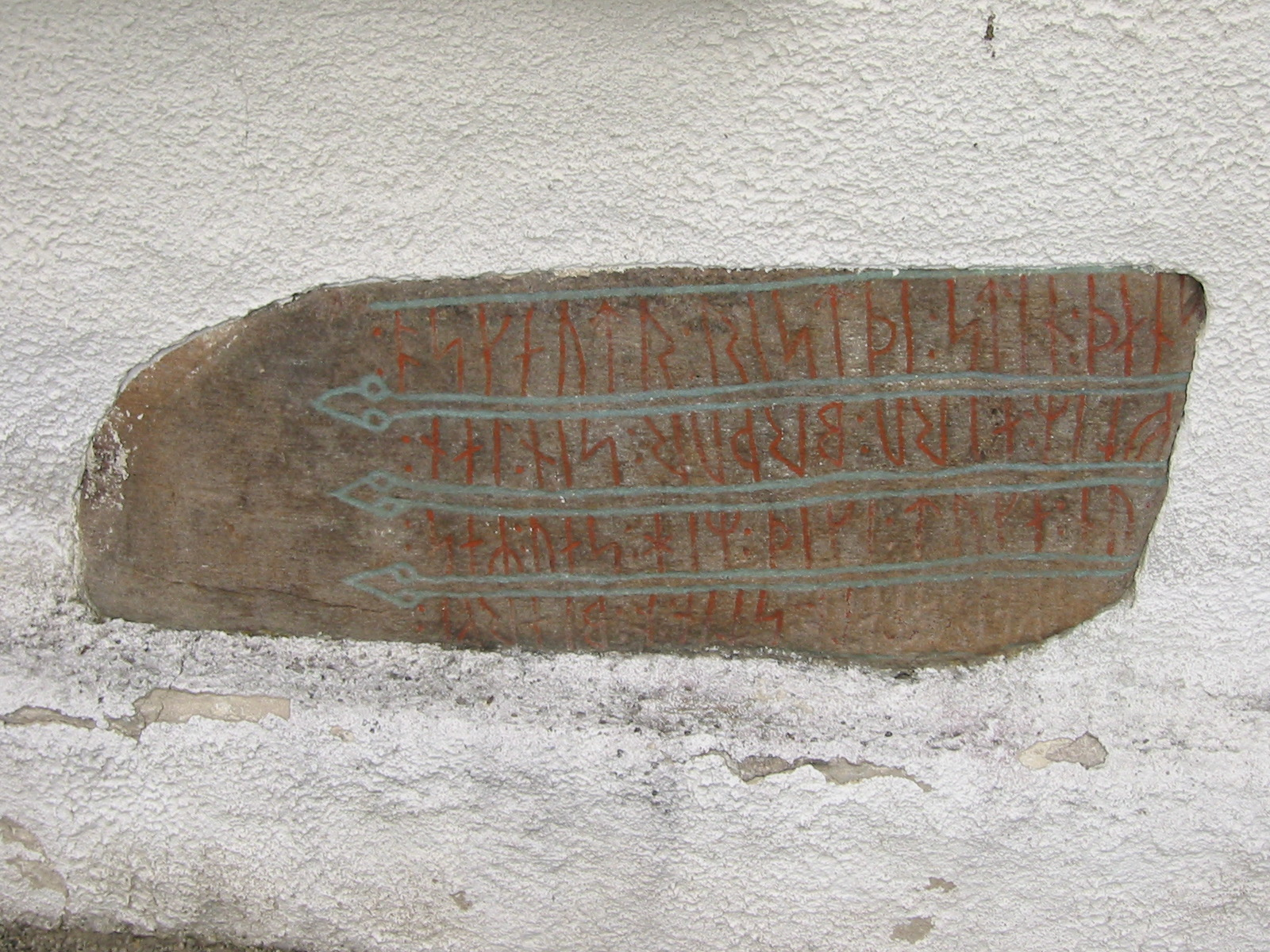
Kamień DR 296

Granitowy blok o wymiarach 122 × 51 cm. Inskrypcja pisana bustrofedonem w czterech rzędach, każdy rząd oddzielony jest podwójną linią zakończoną ornamentem w formie głowy węża. Tekst inskrypcji głosi:
: oskautr: ristþi: stin: þansi (:) ¶ (:) (i)ftiR: airu: brþur: sin: ian: ¶: saR: uas: him:þiki: tuka: nu: ¶: skal: stato: stin: o: biarki:
Asgot wzniósł ten kamień ku czci swego brata. On też był podwładnym Tokego, a teraz tylko kamień stać będzie na wzgórku.

## DR 297

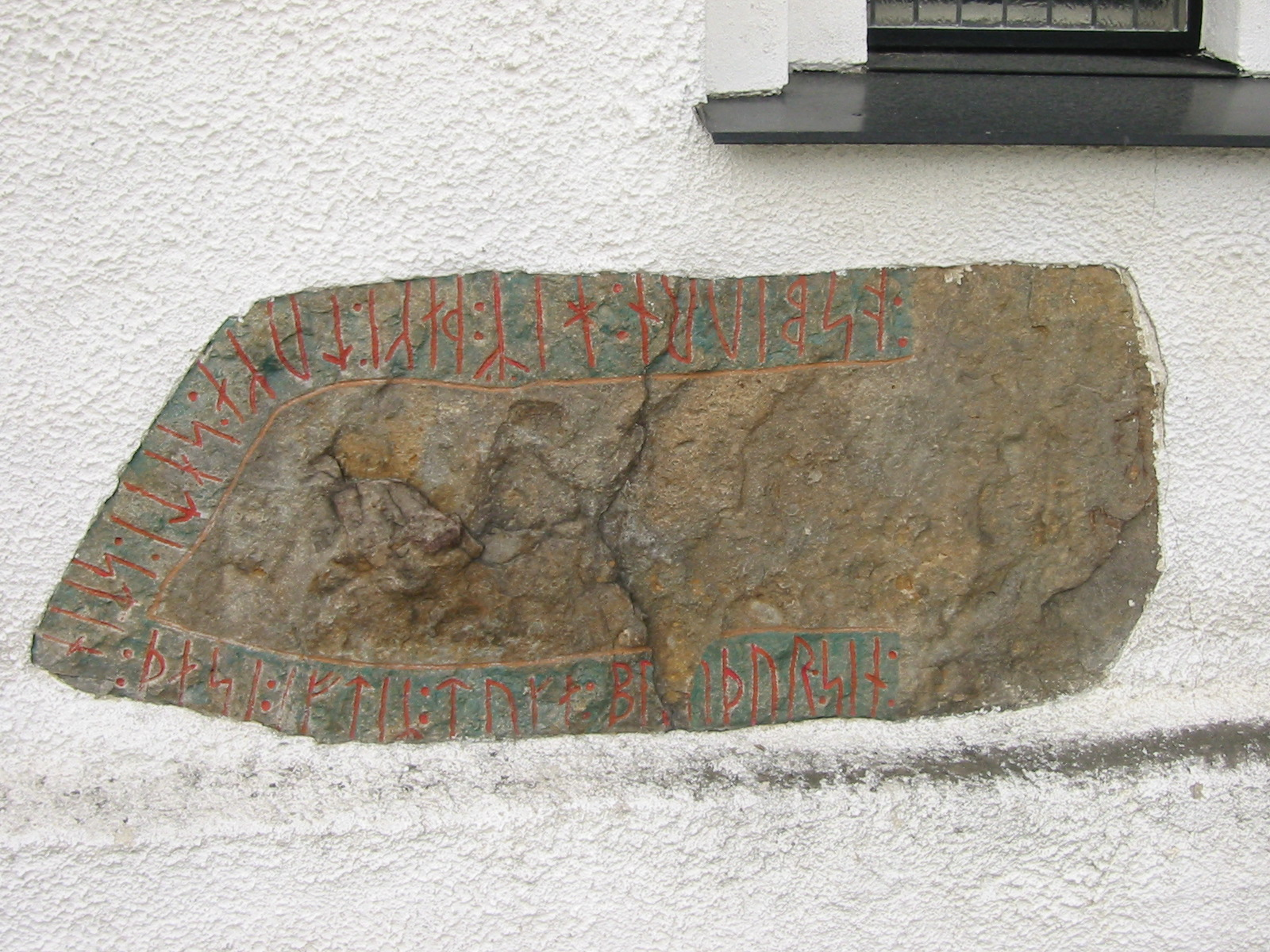
Kamień DR 297

Blok piaskowca o wymiarach 138 × 63 cm. Inskrypcja biegnie wzdłuż brzegów kamienia, począwszy od prawego dolnego rogu. Jej tekst głosi:
: osbiurn: him:þaki: tuka: sati: stin ¶: þasi: iftiR: tuka: bruþur: sin:
Osbern, towarzysz Tokego, wzniósł ten kamień po śmierci Tokego, swego brata.